# Mike Rutherford

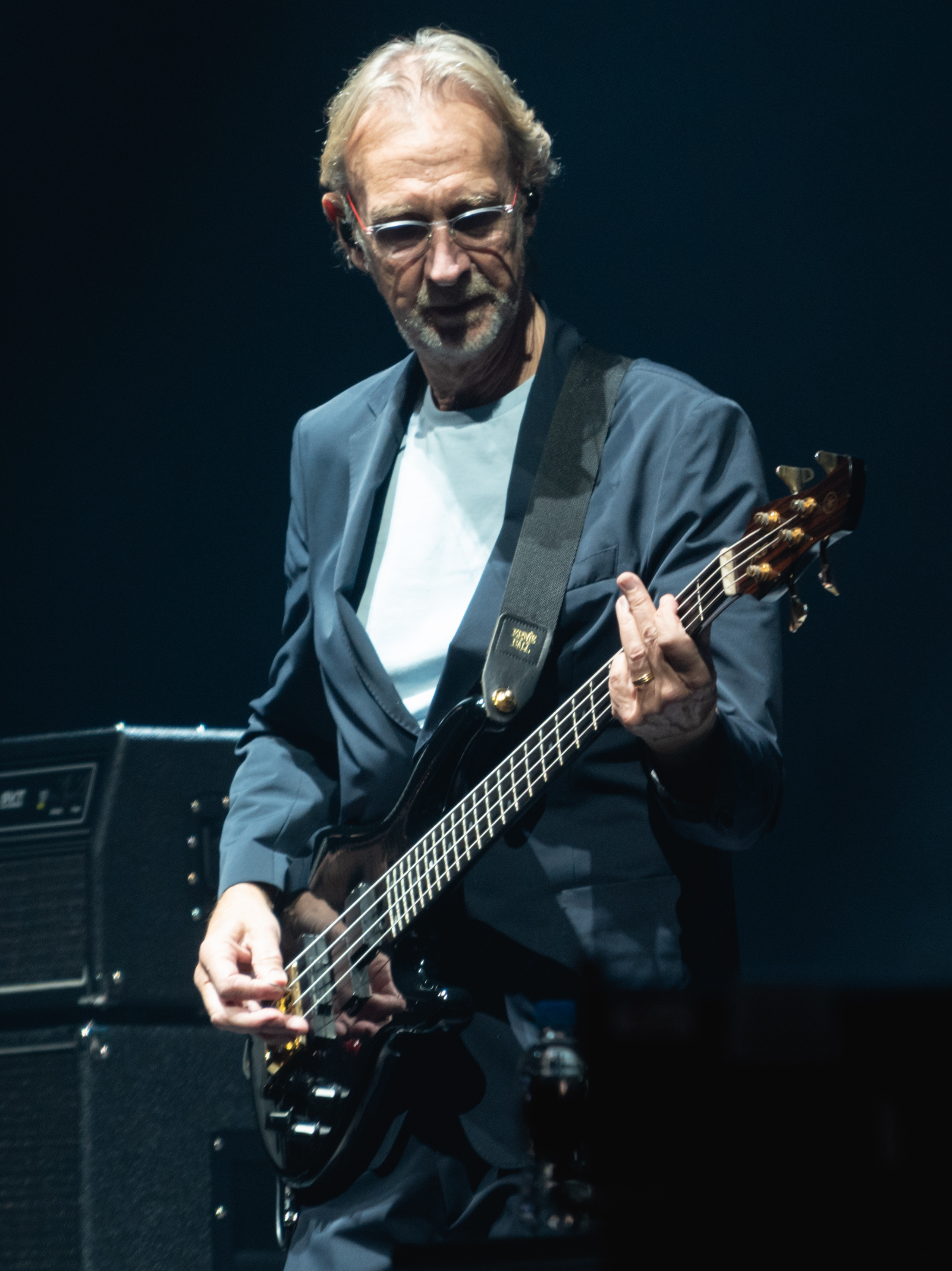
Mike Rutherford (2022)

Michael John Cleote Crawford „Mike“ Rutherford (* 2. Oktober 1950 in Guildford, Surrey) ist ein britischer Bassist, Gitarrist und Songwriter der Bands Genesis und Mike & the Mechanics.

## Leben
Im Alter von sieben Jahren kam Rutherford in ein Internat, auf dem er im Laufe der Jahre das Gitarrespielen lernte. Als er 14 war, wechselte er auf die Charterhouse School und lernte seinen späteren Bandkollegen Anthony Phillips kennen. Mit ihm gründete er die Schülerband Anon, die später in Genesis aufging.
Von 1969 bis 1997 produzierten Genesis zahlreiche erfolgreiche Platten, bei denen Rutherford oft als Songwriter mittätig war. In der Progressive-Rock-Ära von Genesis mit Peter Gabriel als Sänger war er vor allem für den E-Bass zuständig, er übernahm aber auch einige Rhythmusgitarren-Parts. Bis in die 1980er Jahre benutzte er oft zweihälsige Gitarren (Double Neck), die mit einem E-Bass und einer E-Gitarre bestückt waren. Bekannt ist Rutherford zudem für den Einsatz der Basspedalsynthesizer Dewtron Mister Bassman (bis 1975) sowie Moog Taurus (ab 1976).
Peter Gabriel verließ Genesis als Sänger 1975. Nach dem Ausstieg Steve Hacketts 1977 übernahm Rutherford auch die Leadgitarre bei Genesis; im Studio spielte er fortan sowohl Bass als auch Gitarre ein.
Obgleich er auf seinem Debüt als einziger Gitarrist der Band auf …And Then There Were Three bei Titeln wie Down and Out und Burning Rope durchaus überzeugen konnte, verzichtete er meist auf Soli, was den Charakter der Genesis-Musik prägend veränderte, weil der Dominanz von Tony Banks’ Keyboards nichts mehr entgegengesetzt wurde und der Sound damit an Härte einbüßte.
Für … And Then There Were Three soll Banks sämtliche Gitarrensoli geschrieben haben und sie Rutherford als Keyboard-Vorlage auf die Grundspuren gemischt haben, damit jener sie dann Note für Note nachspielen konnte. Der Übergang vom Gitarren- zum Keyboard-Solo lässt sich gut bei Burning Rope erkennen, wo man praktisch hört, wie die beiden parallelen Tonspuren sich exakt gleichen. Manchmal, wie beim Titelsong von Abacab, komponierte Rutherford zusätzliche Gitarrenparts für die Live-Versionen, was die Titel stets interessanter machte. Beispielsweise erweiterte er auf der Bühne sein kleines Solo bei Second Home by the Sea.
Bei Genesis-Konzerten lässt sich die Band vom Gitarristen Daryl Stuermer verstärken, mit dem Rutherford sich die Arbeit an Bass und Gitarre teilt. In der Regel spielt Stuermer das Material von Hackett auf der Leadgitarre, während Rutherford hier, wie früher, Bass oder Rhythmusgitarre spielt. Bei den Stücken ab 1978 übernimmt Rutherford zumeist selbst den Gitarrenpart, Stuermer wechselt zum Bass (es gibt aber auch Ausnahmen, so spielte zum Beispiel Stuermer die Gitarre bei den Live-Versionen von The Lady Lies). Je mehr das alte Material mit Hacketts anspruchsvollen Soli aus dem Repertoire von Genesis verschwand, desto mehr teilten sich Rutherford und Stuermer gleichberechtigt die Bühnenarbeit an Bass und Gitarre auch bei neueren Stücken.
Rutherford ist auch abseits von Genesis aktiv. In den Jahren 1980 und 1982 veröffentlichte er zwei stilistisch recht unterschiedliche Soloalben, die aber kommerziell nicht erfolgreich waren. Außerdem steuerte er den Song Making a Big Mistake zum Soundtrack des Films Gegen jede Chance bei. Der von Rutherford selbst gesungene Titel wurde als B-Seite von verschiedenen Singles des Soundtrack-Albums veröffentlicht, u. a. mit Against All Odds (Take a Look at Me Now) von Phil Collins oder Walk Thru the Fire von Peter Gabriel. Weiterhin produzierte er das 1985er Debütalbum der Band Red 7, deren Sänger Gene Stashuk auch auf dem ersten Mechanics-Album auftritt.
Anfang 1986 landete er mit seiner Band Mike & the Mechanics gemeinsam mit den Sängern Paul Carrack und Paul Young den Welthit Silent Running (On Dangerous Ground). Sowohl mit Genesis als auch mit Mike & the Mechanics spielte er in den 1980er- und 1990er-Jahren mehrere sehr erfolgreiche Platten ein. Zuletzt erschien 2019 ein weiteres Album von Mike & the Mechanics unter dem Titel Out of the Blue.

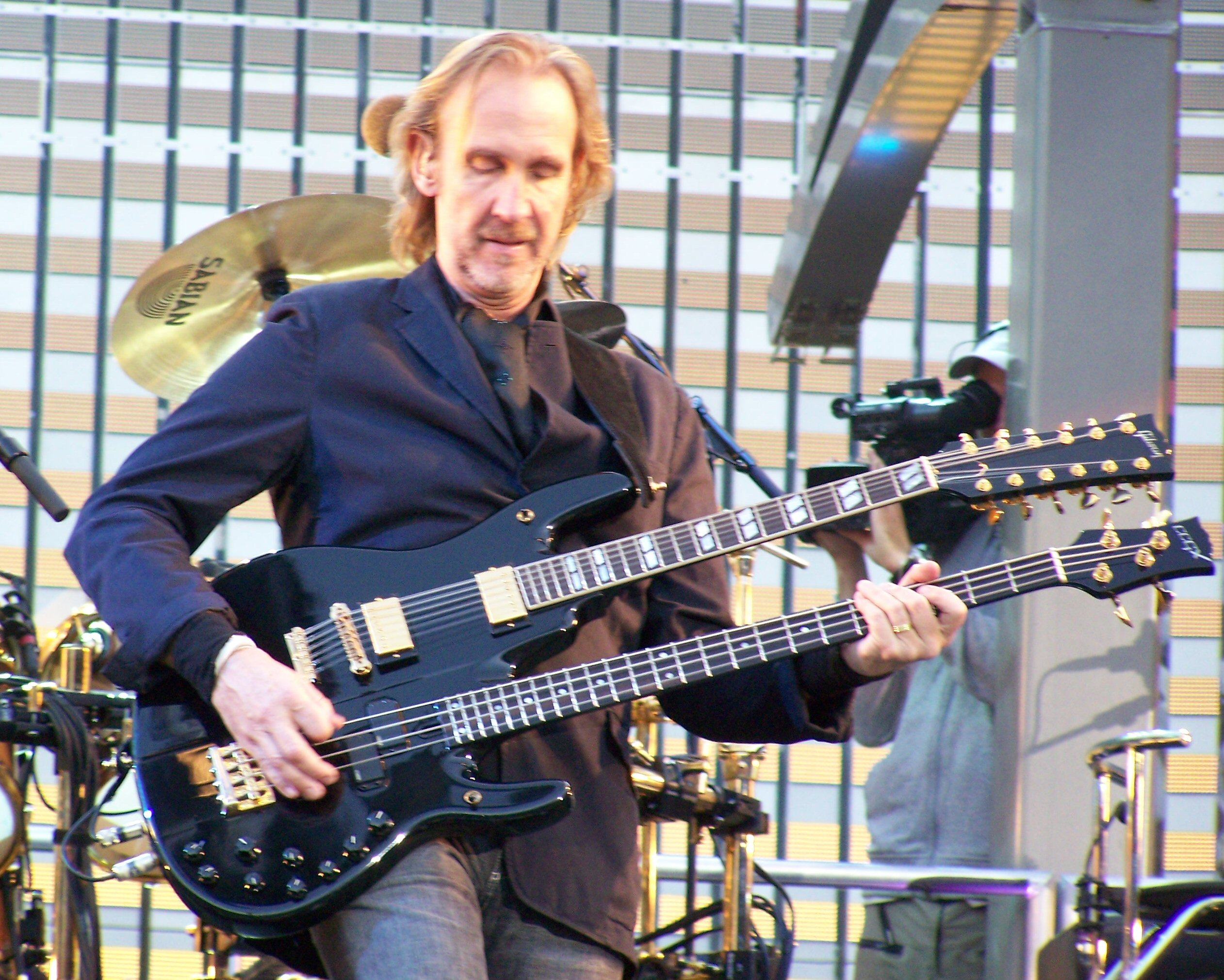
Mike Rutherford (2007)

Nach zahlreichen Spekulationen über eine Genesis-Reunion kündigten Rutherford, Collins und Banks am 7. November 2006 auf einer Pressekonferenz eine gemeinsame Welttournee für 2007 an – rechtzeitig zum vierzigjährigen Bandjubiläum. Nach der Tour lösten sich Genesis zunächst de facto auf; erst Ende 2019 gaben Rutherford, Banks und Collins bekannt, noch einmal gemeinsame Konzerte geben zu wollen.
Rutherford ist seit dem 13. November 1976 mit Angie Rutherford, einer ehemaligen Dressurreiterin, verheiratet und lebt in Chiddingfold, Südengland. Er ist auch Polo-Spieler mit einem Handicap von 0.

## Rutherfords Bass- und Gitarrenspiel
Aufgrund seiner Spieltechnik in den 1970er-Jahren ist Rutherford als Bassist im Progressive-Rock-Umfeld anerkannt. Sein Gitarrenspiel ist hingegen durch prägnante Riffs wie in den Stücken Land of Confusion, Turn It On Again oder Abacab und dem Verzicht auf fingerfertige Gitarrensolos minimalistisch geprägt. Neben sechssaitigen E-Gitarren spielt Rutherford in Stücken wie Supper’s Ready und The Cinema Show auch 12-saitige akustische Instrumente. Für das simultane Spiel von Gitarre und Bass greift er außerdem auf Basspedale zurück.
Bei Konzerten verwendet er neben konventionellen Instrumenten auch ein Doppelhals-Instrument, welches aus einer Bass- und 12-saitigen Gitarre besteht.
Rutherford spielt hauptsächlich Bassgitarren von Rickenbacker und Shergold. Gemeinsam mit dem englischen Gitarrenbauer Roger Giffin entwickelte er die Steinberger M-Serie, die er in den 1980er Jahren und während der Invisible Touch-Tour mit Genesis bevorzugt verwendete.

## Diskografie

### Alben
- Smallcreep’s Day (1980)
- Acting Very Strange (1982)

### Singles
- Moonshine (1980)
- Time and Time Again (1980)
- Working in Line (1980)
- Maxine (1982)
- Halfway There (1982)
- Acting Very Strange (1982)

### Soundtracks
- 1978: Der Todesschrei (The Shout) – Regie: Jerzy Skolimowski

### Diskografie Mike & the Mechanics
- Mike and the Mechanics (1985)
- Living Years (1988)
- Word of Mouth (1991)
- Beggar on a Beach of Gold (1995)
- Hits (1996)
- Mike and the Mechanics (M6) (1999)
- Rewired (2004)
- The Road (2011)
- The Singles 1985 - 2014 (2014)
- Let Me Fly (2017)
- Out of the Blue (2019)